# Netelia ehilis
Netelia ehilis är en stekelart som först beskrevs av Cheesman 1936.  Netelia ehilis ingår i släktet Netelia och familjen brokparasitsteklar. Inga underarter finns listade i Catalogue of Life.